# Diversidad sexual en Costa de Marfil
Los derechos LGBT+ en Costa de Marfil enfrentan ciertos desafíos legales y sociales. Aunque la actividad sexual homosexual, tanto masculina como femenina es legal, las parejas del mismo sexo o las familias encabezadas por parejas del mismo sexo no cuentan con la misma protección legal que las formadas por parejas de distinto sexo.
En líneas generales se puede considerar que la homosexualidad sigue considerándose socialmente una identidad sexual estigmatizada. También se destaca que Abiyán, la ciudad más poblada del país, es considerada "la capital rosa de África Occidental" ya que se ha logrado conformar una fuerte comunidad LGBT unida por su orientación sexual e identidad de género al apoyarse, acompañarse y superar la exclusión de sus círculos familiares.

## Legislación sobre relaciones homosexuales
Según el Informe sobre la Homofobia de Estado 2017, editado en mayo de 2017 por ILGA, Costa de Marfil nunca ha contado con legislación que penalice la homosexualidad. Tras independizarse de Francia en 1960 Costa de Marfil no criminalizó en su nuevo Código Penal, publicado el 31 de julio de 1981, los actos sexuales consentidos entre adultos. Se atribuye dicha decisión al hecho de haber sido una colonia de Francia, estado que no contaba con legislación que penalizara la sodomía, a diferencia de países colonizados por Reino Unido que sí contaba con normas restrictivas.
Sin embargo sí existe una diferencia (artículos 356 y 358 del Código) en cuanto a la edad de consentimiento de esos actos, que para la población heterosexual es de 15 años y para la homosexual de 18 años.
En 2014 Costa de Marfil rechazó tres recomendaciones de prohibir la discriminación basada en la orientación sexual en su segundo ciclo educativo. Hacia finales de 2016 se advirtió la utilización del artículo 360 que penaliza la indecencia para encarcelar por primera vez a una pareja homosexual. La pareja, formada por dos hombres de 19 y 31 años, fueron condenados a 18 meses de prisión por mantener relaciones sexuales.
La organización 76 Crimes informó el 2 de agosto de 2016 que están en curso reformas al Código Penal destinadas a proteger a lesbianas, gays y bisexuales pero que la población transgénero quedaría fuera de estas modificaciones legales.

## Reconocimiento de las relaciones entre personas del mismo sexo
El gobierno de Costa de Marfil no ha reconocido las uniones civiles o el matrimonio igualitario.

## Protección contra la discriminación
No existe protección legal contra la discriminación basada en la orientación sexual o la identidad de género. Sin embargo, en marzo de 2010, mientras asistía al Examen Periódico Universal del Consejo de Derechos Humanos de las Naciones Unidas, el representante de Costa de Marfil declaró que empezarían a "tomar medidas para garantizar la no discriminación por motivos de orientación sexual e identidad de género", pero que no iniciarían "programas de sensibilización" porque no era una "prioridad actual".

## Sociedad
Claver Touré presidente de la asociación LGBT más importante del país, Alternative Côte d’Ivoire (ACI), reseña que a pesar de algunos incidentes aislados "todavía hay discriminación contra las personas homosexuales, pero en general vamos hacia la tolerancia relativa. (...) La homosexualidad solo se criminaliza en el artículo 360 del Código Penal, no como acto sino como comportamiento indecente y únicamente cuando se realiza en público. Por lo tanto, siempre que los actos homosexuales se realicen a puerta cerrada, no hay delito, por lo que está bien en lo que a las autoridades se refiere".

## Tabla resumen
| Actividad sexual entre personas del mismo sexo legal                      | (Siempre legal) |
| Igualdad de edad de consentimiento                                        | No              |
| Leyes contra la discriminación en materia de discurso de odio y violencia | No              |
| Leyes contra la discriminación en el empleo                               | No              |
| Leyes antidiscriminatorias en la prestación de bienes y servicios         | No              |
| Matrimonio igualitario legal                                              | No              |
| Reconocimiento de parejas del mismo sexo                                  | No              |
| Adopción de hijastros por parejas del mismo sexo                          | No              |
| Adopción conjunta por parejas del mismo sexo                              | No              |
| A los gays y lesbianas se les permite servir abiertamente en el ejército  | No              |
| Derecho a cambiar de género legal                                         |                 |
| Acceso a la FIV para lesbianas                                            | No              |
| Gestación subrogada comercial para parejas gays                           | No              |
| Personas HSH pueden donar sangre                                          | No              |